# Ghazni
Ghazni (Ġazni, Ghazna; pers.: غزنی) – miasto we wschodnim Afganistanie, położone nad rzeką Ghazni, przy drodze samochodowej Kabul – Kandahar. Jest ośrodkiem administracyjnym prowincji Ghazni. W roku 2021 liczyło ponad 190 tys. mieszkańców.

## Historia
Od 962 r. miasto stało się stolicą państwa Ghaznawidów, założonego przez Alptigina. W czasie panowania Mahmuda z Ghazni (998–1030) przekształciło się w prawdziwe centrum kulturalne oraz siedzibę uczonych i poetów (Al-Biruni, Unsuri, Farruchi, Manuczihri), rywalizującą z Bagdadem.
Około roku 1160 miasto zajęli Ghurydzi. W XIII i XIV w. trafiło ono pod panowanie mongolskie, a w XVI wieku w ręce Wielkich Mogołów. W 1738 roku miasto zdobył Nadir Szah. W 1747 Ghazni wraz z prowincją stało się częścią państwa afgańskiego, by w latach 1838–1842 znaleźć się we władaniu Anglików podczas pierwszej wojny afgańskiej.
Obecnie jest ośrodkiem przemysłu chemicznego, rzemiosła (kożuchy, tkaniny, obuwie, wyroby artystyczne z metalu) i handlu (wełna, owce). Jest węzłem komunikacyjnym (lotnisko). W Ghazni znajduje się muzeum, pozostałości dwunastowiecznego pałacu Ghaznawidów, 3 mauzolea grobowe (z XV, XVI w.) oraz wzniesione w XVIII w. nad grobowcem Mahmuda z Ghazni. W bezpośredniej okolicy są też oddalone o 365 m od siebie dwie 43-metrowe wieże z XII w. Zgodnie z inskrypcjami na murach, zostały wzniesione przez Mahmuda i jego syna. Nieco dalej od miasta znajdują się ruiny buddyjskiego klasztoru z VI–VII w. (stupy, rzeźby, m.in. posąg – kolos leżącego Buddy).
Przez miasto przebiega główna arteria komunikacyjna Afganistanu, czyli droga Kabul – Kandahar.
Tuż obok miasta położona była baza wojskowa sił Sojuszu Północnoatlantyckiego w Afganistanie. W latach 2010–2011 w całej prowincji Ghazni znajdowało się ok. 2600 polskich żołnierzy. Odbywało się to w ramach największej misji pokojowej i stabilizacyjnej Wojska Polskiego poza granicami kraju. Ich zadaniem była m.in. kontrola drogi Kandahar – Kabul.

## Miasta partnerskie
- Hayward, Stany Zjednoczone
- Giżycko, Polska (od 2012 roku)